# Кальциурия
Кальциурия (от лат. calcium и лат. urinae) — это выделение солей кальция с мочой.

## Нормальные показатели кальциурии
При анализе мочи, как правило, оценивается количество выделяемого кальция за период времени (обычно за сутки). При анализе однократно взятого образца мочи, применяется оценка отношения количества кальция к креатинину, так как клиренс креатинина достаточно устойчив вне зависимости от количества выделенной воды, например, в условиях обезвоживания.
В норме у взрослого человека среднее количество кальция, выделяемого с мочой, составляет 100—250 мг (15—20 ммоль) за 24 часа. Для лиц, соблюдающих низкокальциевую диету, нормальное содержание кальция в моче составляет 50—150 мг/сутки; на фоне безкальциевой диеты — 5—40 мг/сутки.
Следующие референсные интервалы указаны для лиц, потребляющих среднее количество кальция (600—800 мг/сутки для взрослых):
| Группы                   | Нижний предел | Верхний предел | Единицы                 |
| ------------------------ | ------------- | -------------- | ----------------------- |
| Женщины                  | 20            | 275            | мг кальция/сутки        |
| Мужчины                  | 25            | 300            | мг кальция/сутки        |
| Возраст 0-12 месяцев     |               | 2,100          | мг кальция/г креатинина |
| Возраст 13-24 месяцев    |               | 450            | мг кальция/г креатинина |
| Возраст 25 месяцев-5 лет |               | 350            | мг кальция/г креатинина |
| Возраст 6-10 лет         |               | 300            | мг кальция/г креатинина |
| Возраст 11-18 лет        |               | 260            | мг кальция/г креатинина |
| Возраст >= 19 лет        |               | 220            | мг кальция/г креатинина |

## Патология
Патологически повышенное содержания кальция в моче называется гиперкальциурия, патологически пониженное — гипокальциурия. Гиперкальциурия наблюдается у лиц, потребляющих в своем рационе большое количество кальция, при гипервитаминозе витамина D и др. В случае гиперкальциурии бо́льшая часть поступившего в организм кальция кристаллизуется в почках (может стать одной из причин нефролитиаза) или выводится из организма в виде солей, содержащихся в моче.